# Курдюмов, Владимир Николаевич
Влади́мир Никола́евич Курдю́мов (1 [13] октября 1895, Ильмень (ныне Новохопёрского района Воронежской области), Борисоглебский уезд, Тамбовская губерния — 14 февраля 1970, Москва, Московская область) — советский военачальник, генерал-лейтенант (1940).

## Биография
В Русской императорской армии с 1912 года. Окончил Александровское военное училище (1915). В Первую мировую войну воевал на Западном фронте, командир взвода, роты и батальона, поручик.
Член РСДРП(б) с 1917 года.
В Красной Армии с февраля 1918 года. В Гражданскую войну — командир батальона. Участвовал в боях с белогвардейцами на Западном, Южном и Кавказском фронтах. С января 1921 года — начальник штаба 3-й бригады 33-й Кубанской стрелковой дивизии. С марта 1921 года — начальник разведки 12-й кавалерийской дивизии, командир стрелковой бригады, начальник штаба кавалерийской дивизии. С марта 1922 года — начальник оперативного отдела штаба 10-й армии, начальник штаба 2-го Кавказского стрелкового корпуса.
Окончил Военную академию РККА имени М. В. Фрунзе в 1925 году. С августа 1925 года — помощник начальника военно-академического отдела Управления военно-учебных заведений РККА. С сентября 1926 года — помощник начальника 2-го отдела Управления военно-учебных заведений РККА, по совместительству военный руководитель (военрук) Московского командного политико-просветительского института имени Н. К. Крупской[уточнить]. С июля 1927 года — начальник 4-го отдела Управления военно-учебных заведений РККА, по совместительству военрук Коммунистического университета национальных меньшинств Запада имени Ю. Мархлевского.
Окончил Курсы усовершенствования высшего начсостава при Военной академии РККА имени М. В. Фрунзе в 1929 году. С марта 1929 года — военный атташе при Полномочном представительстве СССР в Эстонии, в Латвии и в Литве. С июля 1931 года — командир и военный комиссар 25-й Чапаевской стрелковой дивизии. С января 1934 года — начальник штаба Управления боевой подготовки РККА. С января 1935 года — командир и военный комиссар 1-го стрелкового корпуса Ленинградского военного округа (ЛВО). 13 апреля 1937 года был освобожден от занимаемой должности и зачислен в распоряжение наркома обороны СССР. В 1937—1939 годах — заместитель начальника, затем начальник Управления боевой подготовки РККА.
Во время советско-финской войны с 1939 года до февраля 1940 года — заместитель командующего 8-й армией Ленинградского военного округа, с 25 февраля по март 1940 года — командующий 15-й армией.
С марта до апреля 1940 года — командующий войсками Архангельского военного округа. С августа 1940 года до июня 1941 года — вновь начальник Управления боевой подготовки Красной Армии. 13 июня 1941 года назначен заместителем командующего войсками Западного особого военного округа по снабжению.
С августа по ноябрь 1941 года — начальник тыла — заместитель командующего войсками Западного фронта по тылу.
С ноября 1941 года до января 1942 года — командующий войсками Южно-Уральского военного округа. С января до августа 1942 года — командующий войсками Северо-Кавказского военного округа.
С 5 по 15 августа 1942 года — командующий 66-й армией.
С августа до декабря 1942 года — заместитель командующего войсками Закавказского фронта по формированию и укомплектованию войск.
С декабря 1942 года по июль 1943 года — заместитель командующего войсками Северо-Кавказского военного округа. С июля 1943 года до апреля 1944 года — командующий войсками Северо-Кавказского военного округа. С апреля 1944 года по октябрь 1946 года — командующий войсками Сибирского (с июля 1945 года — Западно-Сибирского) военного округа.
С февраля 1947 года — генерал-инспектор пехоты (стрелковых войск). В 1948—1949 годах — заместитель Главного инспектора Вооружённых Сил по сухопутным войскам. Окончил Высшие академические курсы при Высшей военной академии им. К. Е. Ворошилова (1950). С декабря 1951 года до июня 1956 года — начальник Высших академических курсов при Высшей военной академии имени К. Е. Ворошилова.
С 9 марта 1957 года в отставке, по состоянию здоровья.
В 1946—1950 годах являлся депутатом Верховного Совета СССР 2-го созыва.
14 февраля 1970 года умер; похоронен на Введенском кладбище (4 участок).

## Отзывы
Командир корпуса Владимир Николаевич Курдюмов был высоким, стройным человеком, на первый взгляд несколько угрюмым, но в действительности приветливым, доброжелательным. Ему было всего 35 лет. Он также окончил Военную академию имени М. В. Фрунзе, но ещё в 1925 году. В первой мировой войне участвовал рядовым, а в гражданской — командовал батальоном и бригадой. В межвоенный период одно время находился на военно-дипломатической работе, а затем командовал 25-й Чапаевской дивизией. В дальнейшем пути наши неоднократно перекрещивались. В советско-финской войне мы воевали в 8-й армии, а в Великой Отечественной побывали на Закавказском фронте. Когда я был командующим Западно-Сибирским военным округом, мне рассказывали много хорошего о Владимире Николаевиче, который возглавлял войска этого же округа в военные и первые послевоенные годы и многое сделал для него. — Семён Иванов «Штаб армейский, штаб фронтовой»

Следующее лето мы тоже провели вместе, в деревне Дединово на Оке, у другого Серёжиного родственника, Владимира Николаевича Курдюмова, кадрового военного, генерал-лейтенанта. Владимир Николаевич часто отдыхал в этой деревне, в небольшом деревянном домике на самом берегу реки, и местные жители, помнится, очень гордились таким соседством. По примеру прошлого года я решил снять где-нибудь поблизости комнатушку. Но Владимир Николаевич твёрдым командирским голосом заявил: «Никаких съёмных квартир». И Серёже: «Твой друг должен жить у нас». Но, конечно же, большую часть времени мы проводили на улице (лето стояло чудесное), а спали на чердаке сарая, зарывшись в душистое сено. Я не помню, чтобы мне доводилось ещё когда-нибудь так сладко и крепко спать. Утром Владимир Николаевич выстраивал всех на зарядку. Ходили кругом по маленькому дворику; если появлялся сосед, то и он приобщался к общему действу; если же в эту пору заходил почтальон, то и он получал приказ положить сумку в стороне и пристроиться в хвосте. Замыкала же шествие обычно дворовая собака. Ещё я помню песню, которую при этом пел Владимир Николаевич, ударяя себя по животу, а нас заставляя подпевать: «То не флейта, то не бубен — / Мы на пузе играть будем. / Пузо лопнет — наплевать: / Под рубашкой не видать…»— Юрий Манн «Память-счастье, как и Память-боль…», журнал Знамя, № 5 - 2009 г.

## Награды
- два ордена Ленина (22 февраля 1943, 21 февраля 1945)
- четыре ордена Красного Знамени (27 декабря 1921[3], 20 мая 1940, 3 ноября 1944, 6 ноября 1947)
- ряд медалей СССР[7]

## Воинские звания
- Подпоручик (1916)
- Поручик (1917)
- Комдив (20 ноября 1935)[8]
- Комкор (9 февраля 1939)[9]
- Командарм 2-го ранга (5 декабря 1939)[10]
- Генерал-лейтенант (4 июня 1940)[11]

## Семья
- Брат — Павел Николаевич.
- Племянник — Сергей Павлович Курдюмов — член-корреспондент АН СССР (с 1984), заведующий отделом Института прикладной математики имени М. В. Келдыша РАН[12].